# Partido Comunista da Áustria
O Partido Comunista da Áustria (alemão:Kommunistische Partei Österreichs; KPÖ) é um partido político comunista em Áustria. O partido foi fundado em 1918.
O partido publica Argument. A organização juvenil do partido é Kommunistische Jugend Österreichs - Junge Linke.
Nas Eleições legislativas austríacas de 2006 o partido recebeu 47.578 votos (1.01%). Mas o partido não ganhou nenhum assento no parlamento.
O líder do partido é Mirko Messner (desde 2006).

## Resultados eleitorais

### Eleições legislativas
| Data                  | CI. | Votos   | %           | +/-     | Deputados | +/-     | Status            |
| --------------------- | --- | ------- | ----------- | ------- | --------- | ------- | ----------------- |
| 1920                  | 5.º | 26 652  | 0,9 / 100,0 |         | 0 / 183   |         | Extra-parlamentar |
| 1923                  | 8.º | 22 164  | 0,7 / 100,0 | 0,2     | 0 / 183   | Estável | Extra-parlamentar |
| 1927                  | 6.º | 16 119  | 0,4 / 100,0 | 0,3     | 0 / 183   | Estável | Extra-parlamentar |
| 1930                  | 7.º | 20 951  | 0,6 / 100,0 | 0,2     | 0 / 183   | Estável | Extra-parlamentar |
| Banido de 1933 a 1945 |     |         |             |         |           |         |                   |
| 1945                  | 3.º | 174 257 | 5,4 / 100,0 |         | 4 / 165   |         | Governo           |
| 1949                  | 4.º | 213 066 | 5,1 / 100,0 | 0,3     | 5 / 165   | 1       | Oposição          |
| 1953                  | 4.º | 228 159 | 5,3 / 100,0 | 0,2     | 4 / 165   | 1       | Oposição          |
| 1956                  | 4.º | 192 438 | 4,4 / 100,0 | 0,9     | 3 / 165   | 1       | Oposição          |
| 1959                  | 4.º | 142 578 | 3,3 / 100,0 | 1,1     | 0 / 165   | 3       | Extra-parlamentar |
| 1962                  | 4.º | 135 520 | 3,0 / 100,0 | 0,3     | 0 / 165   | Estável | Extra-parlamentar |
| 1966                  | 5.º | 18 636  | 0,4 / 100,0 | 2,6     | 0 / 165   | Estável | Extra-parlamentar |
| 1970                  | 4.º | 44 750  | 1,0 / 100,0 | 0,6     | 0 / 165   | Estável | Extra-parlamentar |
| 1971                  | 4.º | 61 762  | 1,4 / 100,0 | 0,4     | 0 / 183   | Estável | Extra-parlamentar |
| 1975                  | 4.º | 55 032  | 1,2 / 100,0 | 0,2     | 0 / 183   | Estável | Extra-parlamentar |
| 1979                  | 4.º | 45 280  | 1,0 / 100,0 | 0,2     | 0 / 183   | Estável | Extra-parlamentar |
| 1983                  | 6.º | 31 912  | 0,7 / 100,0 | 0,3     | 0 / 183   | Estável | Extra-parlamentar |
| 1986                  | 5.º | 35 104  | 0,7 / 100,0 | Estável | 0 / 183   | Estável | Extra-parlamentar |
| 1990                  | 7.º | 25 682  | 0,5 / 100,0 | 0,2     | 0 / 183   | Estável | Extra-parlamentar |
| 1994                  | 7.º | 11 919  | 0,3 / 100,0 | 0,2     | 0 / 183   | Estável | Extra-parlamentar |
| 1995                  | 7.º | 13 938  | 0,3 / 100,0 | Estável | 0 / 183   | Estável | Extra-parlamentar |
| 1999                  | 7.º | 22 016  | 0,5 / 100,0 | 0,2     | 0 / 183   | Estável | Extra-parlamentar |
| 2002                  | 6.º | 27 568  | 0,6 / 100,0 | 0,1     | 0 / 183   | Estável | Extra-parlamentar |
| 2006                  | 7.º | 47 578  | 1,0 / 100,0 | 0,4     | 0 / 183   | Estável | Extra-parlamentar |
| 2008                  | 8.º | 37 362  | 0,8 / 100,0 | 0,2     | 0 / 183   | Estável | Extra-parlamentar |
| 2013                  | 8.º | 48 175  | 1,0 / 100,0 | 0,2     | 0 / 183   | Estável | Extra-parlamentar |
| 2017                  | 8.º | 39 689  | 0,8 / 100,0 | 0,2     | 0 / 183   | Estável | Extra-parlamentar |
| 2019                  | 7.º | 32 736  | 0,7 / 100,0 | 0,1     | 0 / 183   | Estável | Extra-parlamentar |
| 2024                  | 6.º | 116 891 | 2,4 / 100,0 | 1,7     | 0 / 183   | Estável | Extra-parlamentar |

### Eleições europeias
| Data | CI.                                      | Votos                                    | %                                        |                                          | Deputados | +/-     |
| ---- | ---------------------------------------- | ---------------------------------------- | ---------------------------------------- | ---------------------------------------- | --------- | ------- |
| 1996 | 8.º                                      | 17 656                                   | 0,5 / 100,0                              |                                          | 0 / 21    |         |
| 1999 | 7.º                                      | 20 497                                   | 0,7 / 100,0                              | 0,2                                      | 0 / 21    | Estável |
| 2004 | Oposição por uma Europa da Solidariedade | Oposição por uma Europa da Solidariedade | Oposição por uma Europa da Solidariedade | Oposição por uma Europa da Solidariedade | 0 / 18    | Estável |
| 2009 | 8.º                                      | 18 926                                   | 0,7 / 100,0                              |                                          | 0 / 17    | Estável |
| 2014 | Europa Diferente                         | Europa Diferente                         | Europa Diferente                         | Europa Diferente                         | 0 / 17    | Estável |
| 2019 | 7.º                                      | 30 086                                   | 0,8 / 100,0                              |                                          | 0 / 18    | Estável |
| 2024 | 6.º                                      | 104 245                                  | 3,0 / 100,0                              | 2,2                                      | 0 / 20    | Estável |